# أمراض الحمل الجلدية
أمراض الحمل الجِلدية (بالإنجليزية: Dermatoses of pregnancy)‏ هي الأمراض الجلدية الالتهابية التي تُصيب النساء أثناء فترة الحَمل. يُطلق البعض على هذه الأمراض تسمية "طَفح الحَمل مُتعدد الأشكال"، ويستخدم هذا المُصطلح في المملكة المُتحدة كمرادف لمرض الحُطاطات واللويحات الشَروية الحِكية أثناء الحَمل.
تتضمن أمراض الحمل الجلدية ما يَلي:
| نسبة الحُدوث         | فَترة الظهور أثناء الحمل | الحالة                                            |
| ------------------- | ----------------------- | ------------------------------------------------- |
| 49.7%               | مُبكر                    | التهاب الجلد أثناء الحَمل                          |
| 21.6%               | مَتأخِر                   | الحُطاطات واللويحات الشَروية الحِكية أثناء الحَمل     |
| 4.25% (في السعودية) | مَتأخِر                   | القَوباء هربسية الشكل                              |
| 4.2%                | مَتأخِر                   | شبيه الفقاع الحملي (يُسمى أيضاً الحَمل شبيه الفقاعي) |
| 3%                  | مَتأخِر                   | الركود الصفراوي داخل الكبد أثناء الحمل            |
| 0.8%                | مُبكر                    | حكاك الحمل                                        |
| 0.2%                | مُبكر                    | التهاب الجريبات الحكي أثناء الحمل                 |
|                     | مَتأخِر                   | التهاب سبانجلر الجِلدي الحُطاطي المُرافق للحمل       |
|                     | مثال                    | الجُلاد الكريين المناعي م الخطي المُرافق للحمل      |